# Киамос, Панос
Панос Киамос (греч. Πάνος Κιάμος, 4 октября 1975, Афины) — греческий певец, исполнитель в жанрах лаика, поп-музыка.

## Творческая биография
С ранних лет он жил в среде, полной музыки. В 1994 году, сразу после окончания школы и в то время как он уже поступил в медицинский институт, он начал заниматься своей большой любовью, пением. Он никогда не учился в медицинском институте. Изучает гитару и теорию музыки. Его ранняя карьера началась с выступлений в ночных клубах вместе с состоявшимися греческими музыкантами, среди которых Толис Воскопулос, Макис Христодулопулос, Элени Диму и Йоргос Алкеос. В 1998 Киамос выпустил свой первый альбом под названием «Enas Erotas Latria ke Anagki», две песни из которого получили известность — «Ola Ya Senane Milane (Horis Nero)» и «Trelos Ya Sena». В 1999 году вышел второй диск под названием «Den Ise Moni», а в 2000 году — третий альбом «Tou Erota Feggaria».
В 2002 году Панос Киамос стал значительной фигурой в музыкальной жизни северного города Салоники. Песни «Alithina» и «Arketa» с компакт-диска «Tis Nyhtas Oniro» стали особенно популярны именно на севере Греции. Следующий альбом «To Yelio Sou Klei», релиз которого состоялся в следующем году, получил широкую известность во всей Греции. В 2004 году был выпущен live CD под названием «Panos Kiamos Live Sto Fix», который включил живое исполнение уже хорошо известных хитов Киамоса.
В 2005 году Панос Киамос выступал с собственной программой в афинском клубе «Asteria». При этом вместо запланированных 20 выступлений подряд программа продолжалась в течение 9 месяцев — с апреля до января 2006 года. Выступления певца в «Asteria» возобновились летом того же года, тогда же певец подписал контракт с лейблом Universal Music. Первым результатом их сотрудничества стал альбом «Monima Erotevmenos». В октябре 2006 года Киамос начал выступления в клубе Anodos в Пирее. В начале мая 2007 года он согласился выступить в клубе «Politeia» в Салониках — одном из самых крупных и популярных в городе. Однако в октябре Киамос вернулся в «Anodos» для второй серии выступлений. В начале 2008 года Панос Киамос начал серию выступлений в «Pyli Axiou» в Салониках, прежде чем приступать к туру по городам Греции, Кипра и Германии. В ноябре состоялся выпуск альбома «Gia Agapi Etoimasou».
В 2010 году вышел альбом «Θα Ζήσω Για Μένα». В том же году певец начал сольную программу для клуба «Посидония» в Глифаде, выступления завершились лишь в феврале 2011 года. Следующий альбом назывался «Ολοκαίνουργιος». В 2012 году состоялся большой тур Киамоса по городам Греции и Кипра. На начало года состоялось пять концертов с аншлагом по городам Северной Америки (в США и Канаде).
В марте 2012 года Киамос записал песню «Κρύσταλλα» (рус. Кристаллы), музыка Йоргоса Пападопулоса, текст Вангелиса Константинидиса. В середине мая завершились съемки клипа на эту песню, видеоролик является трехмерным. Это первый в Греции 3D-клип греческого режиссёра Йоргаса Дедеса. 13 июля 2012 под лицензией Universal Music SA (Greece) вышел новый альбом Киамоса «Κρύσταλλα», в состав которого вошли 16 песен. По состоянию на конец июля 2012, согласно официальной схеме IFPI, альбом Киамоса «Κρύσταλλα» находился на втором месте в общем зачете по количеству и продажам среди альбомов греческих исполнителей.

### Личная жизнь
С 2008 по 2020 год он был женат на Захаруле Муркоянни, и вместе у них было трое детей: Лиана в 2008 году (13 лет), Василис в 2010 году (11 лет) и Константинос в 2012 году (9 лет).

## Дискография

### Студийные альбомы
- 1998: — Ένας Έρωτας Λατρεία Και Ανάγκη
- 1999: — Δεν Είσαι Μόνη
- 2000: — Του Έρωτα Φεγγάρια
- 2002: — Της Νύχτας Όνειρο
- 2003: — Το Γέλιο Σου Κλαίει
- 2005: — Είσαι Παντού
- 2006: — Μόνιμα Ερωτευμένος
- 2007: — Γυρνά Σε Μένα
- 2008: — Για Αγάπη Ετοιμάσου
- 2010: — Θα Ζήσω Για Μένα
- 2011: — Ολοκαίνουργιος
- 2012: — Κρύσταλλα
- 2013: — Δεν Θέλω Επαφή
- 2015: — Από Αστέρι Σε Αστέρι
- 2018: — Πάνος Κιάμος

### Коллекционный сборник альбомов
- 2009 – Πάνος Κιάμος
- 2010 – Όλες Οι Επιτυχίες
- 2010 – Best Of
- 2011 – 40 Μεγάλες Επιτυχίες
- 2012 – The Universal Masters
- 2012 – Best Of (Παραπολιτικά)
- 2012 – Αφιέρωμα (CD2)
- 2013 – Βασίλης Καρράς, Πάολα, Πάνος Κιάμος - Οι Χρυσές Επιτυχίες
- 2014 – Φωτιά Με Φωτιά (58 Χρυσές Επιτυχίες)
- 2014 – Πορτρέτο Τα Πρώτα Μου Τραγούδια
- 2016 – Best Of - 44 Μεγάλες Επιτυχίες Που Αγαπήσαμε

### Концертные альбомы
- 2004 – Live - Ζωντανή Ηχογράφηση Στο Fix'
- 2006 – Πάνος Κιάμος Rare LIVE 2006
- 2008 – Live - 83 Μεγάλες Επτυχίες
- 2009 – Οι Δικές Μας Νύχτες Live
- 2010 – Πάνος Κιάμος - CD Live

### DVD-диски
- 2004: – Live Ζωντανή Ηχογράφηση Στο FIX (DVD-V)
- 2007: – Οι Επιτυχίες Είναι Εδώ!
- 2010: – The Best Of - 2 Νέα Τραγούδια + Dvd Video Collection

### Дуэты
- 2001 – «Έρωτας» (при уч. Софияй Викай)
- 2013 – «Φωτιά Με Φωτιά» (совместно с Master Tempo)
- 2014 – «Δυο Μάτια Μπλε» (при уч. Goin' Through)
- 2016 – «Τρελοκομείο (Remix)» (совместно с Master Tempo)
- 2018 – «Θέλω Να Σε Ξαναδώ» (при уч. Super Sako & Bo)
- 2021 – «Στα Χειρότερα» (совместно с Анастасиосам Раммосом)

### Внеальбомные песни
- 2017: Αλλού Εσύ
- 2017: Στο Φτερό
- 2020: Δύο Μέτρα Ουρανός
- 2020: Moνο Σ'Αγαπάω
- 2020: Θα Περάσει
- 2020: Είπα Κι Εγώ
- 2021: Υπερβολές
- 2022: Να Τραγουδώ Πως Σ'Αγαπάω
- 2022: Θα Με Ζητάς (Θα Απουσιάζω)

### Коллекция видеоклипов
- 1998: «Όλα Για Σένανε Μιλάνε»
- 1998: «Τρελός Για Σένα»
- 1999: «Δεν Είσαι Μόνη»
- 2000: «Γύρνα Πίσω»
- 2000: «Τι Θέλεις Και Ζητάς Λογαριασμό»
- 2001: «Έρωτας» (при уч. Софияй Викай)
- 2002: «Αρκετά»
- 2002: «Τώρα Που Μπορώ/Δεν Θα Φύγεις»
- 2002: «Μου Λειψές»
- 2002: «Άσπρο Μαύρο»
- 2003: «Αγάπη Μου Μεγάλη»
- 2004: «Όταν Πέφτει Το Σκοτάδι»
- 2004: «Στη Θεσσαλονίκη Τραγουδώ»
- 2005: «Είσαι Παντού»
- 2005: «Σαν Ταινία Παλιά»
- 2005: «Βρες Λίγο Χρόνο»
- 2006: «Έχω Πονέσει Γι' Αυτήν»
- 2006: «Άσε Με Μια Νύχτα Μόνο»
- 2006: «Ανεμοθύελλα»
- 2007: «Στη Φωτιά Το Χέρι Μου»
- 2007: «Γύρνα Σε Μένα»
- 2007: «Θα Βγαίνω, Θα Πίνω»
- 2008: «Χαρτορίχτρα»
- 2008: «Ως Τον Ουρανό»
- 2010: «Σφύριξα... Κι Έληξες»
- 2011: «Ολοκαίνουργιος»
- 2011: «Από Δευτέρα»
- 2012: «Κρύσταλλα»
- 2012: «Το Αίμα Μου Πίσω»
- 2012: «Φωτιά Με Φωτιά»
- 2012: «Νίκησες Πάλι»
- 2013: «Δεν Θέλω Επαφή»
- 2013: «Δε Μου Περνάς»
- 2014: «Δυο Μάτια Μπλε» (при уч. Goin' Through)
- 2015: «Από Αστέρι Σε Αστέρι
- 2015: «Πώς Θα Τη Βγάλω
- 2017: «Αλλού Εσύ»
- 2018: «Χαρταετός»
- 2018: «Θέλω Να Σε Ξαναδώ» (при уч. Super Sako & Bo)
- 2018: «Αυτό Να Το Θυμάσαι»
- 2019: «Μου Στοιχίζει»
- 2020: «Θα Περάσει»
- 2020: «Δύο Μέτρα Ουρανός»
- 2020: «Είπα Και Εγώ»
- 2021: «Στα Χειρότερα» (совместно с Анастасиосам Раммосом)
- 2021: «Υπερβολές»
- 2022: «Να Τραγουδώ Πως Σ' Αγαπάω»